# カール・ルートヴィヒ・ゴルトバッハ
カール・ルートヴィヒ・ゴルトバッハ（Karl Ludwig Goldbach、ロシア語名:Lev Fiodorovitch Goldbach、Гольдбах, Лев Фёдорович、1793年8月22日 - 1824年3月1日）はドイツ生まれで、ロシアで働いた植物学者である。

## 略歴
ライプツィヒで生まれた。父親の天文学者、フリードリヒ・ゴルトバッハがモスクワ大学の教授に招かれたので、11歳でロシアに移った。1810年からモスクワ大学で医学を学び、1815年に卒業した。ドイツ出身の博物学者、ゴットヘルフ・フィッシャー・フォン・ヴァルトハイムやゲオルク・フランツ・ホフマンに植物学を学び、1816年にクロッカス属の研究で学位を得た。後にモスクワ帝立科学者協会からモノグラフ "Monographiae generis croci tentamen"　を出版した。
1817年にモスクワの医学校の植物学と薬学の准教授となり、モスクワの数理学校やモスクワ大学の物理・数学科でも教えた。1819年に新設された医学校でも博物学を教えた。モスクワ地域で自ら集めた植物や、他の植物学者が集めた標本を研究した。これらの標本は10,000点を超え、現在はモスクワ大学の標本室に保存されている。
著書に「モスクワの植物一覧」（"Catalog der Moskowischen Flora":1820）などがあり、770種の植物を記述した。
アブラナ科の属名、Goldbachia　に献名された。